# Vincent Hayward
Pour les articles homonymes, voir Hayward.
Vincent Hayward, né le 5 janvier 1955 à Paris où il est mort le 10 mai 2023 est un ingénieur franco-canadien spécialiste du toucher et de l'haptique. Il est professeur à Sorbonne Université, Institut des Systèmes Intelligents et de Robotique (ISIR), où depuis 2008 il dirige une équipe consacrée à l'étude de la perception haptique et à la création de dispositifs de stimulation tactile. En 2020, il intègre l'Académie des sciences.

## Biographie
Vincent Hayward est professeur à Sorbonne Université, Paris. Auparavant, il était au Département de génie électrique et informatique de l'Université McGill, Montréal, Canada, où il est devenu professeur titulaire en 2006 et a été directeur du Centre McGill pour les machines intelligentes de 2001 à 2004. En 2008, il est élu Fellow of the l'IEEE. En 2017 et 2018, Vincent Hayward a été professeur de perception tactile et technologie à la School of Advanced Study de l'Université de Londres, soutenu par une bourse Leverhulme Trust, après une période de six ans en tant que lauréat "European Research Council" à Sorbonne Université. Il passe actuellement une partie de son temps à contribuer au développement d'une start-up parisienne, Actronika SAS, dédiée à l'abaissement de la barrière d'accès aux technologies haptiques.

## Formation et carrière
- 1975–78 École Centrale de Nantes, Nantes, France
- 1978–81 Thèse de Docteur Ingénieur, Université de Paris XI, Orsay, France
- 1981–83 Visiting Scholar-Visiting Assistant Professor, Purdue University, School of Electrical Engineering, Indiana, États-Unis
- 1983–85 Attaché puis Chargé de Recherche au Centre National de la Recherche Scientifique
- 1989–06 Assistant puis Associate Professor (tenured ’94), Dept. of Elec. & Comp. Eng., McGill Univ., Montréal, Qc Canada
- 2001–04 Director, Center for Intelligent Machines, McGill Univ., Montréal, Qc Canada
- 2006–10 Professor, Department of Electrical and Computer Engineering, McGill University, Montréal, Qc Canada
- 2008–16 Professeur (mis à disposition en 2017 et 18) Institut des Systèmes Intelligents et de Robotique, Sorbonne Université
- 2017–18 Professor of Tactile Perception and Technologies, School of Advanced Study, Department of Electrical and Computer Engineering, University of London
- 2017– Conseiller Scientifique, Actronika SAS, Paris (mi-temps)
- 2019– Professeur, Institut des Systèmes Intelligents et de Robotique, Sorbonne Université (mi-temps)

## Principaux résultats scientifiques
L'intérêt de Vincent Hayward pour le sens du toucher a débuté en 1991 par la conception d’un « dispositif à retour d’effort » destiné à permettre aux personnes mal-voyantes l’accès aux ordinateurs. À l’époque, l’utilisation des ordinateurs effectuait une transition des commandes par lignes aux interfaces dites graphique/souris, ce qui était une catastrophe pour ces personnes auxquelles était soustrait l’accès à un nombre important de professions liées à l’utilisation des ordinateurs. Le principe du système qu'il a conçu était de transformer des représentations graphiques en représentations « haptiques », c’est-à-dire des représentations accessibles par l’union de mouvements volontaires avec des sensations tactiles. Vincent Hayward avait remarqué que les utilisateurs mal-voyants exprimaient spontanément leurs sensations à l’aide de termes faisant référence à des objets et des actions en trois dimensions, comme d’être guidé par une « rigole » ou de « tomber » dans une icône. Or, les efforts produits par le dispositif n’existaient qu’en deux dimensions, ce qui l’a conduit à en déduire que la fonction haptique ne pouvait pas être expliquée par une simple correspondance entre les signaux mécaniques et les sensations qui en résultent.
Vers les années 2000, ayant acquis la maîtrise de la réalisation de dispositifs électromécaniques et de leur commande, il a tourné pleinement son attention vers l’étude du sens du toucher chez l’homme, guidé par l’adoption d’une démarche empirique qui consiste à décrire des phénomènes, à tenter d’en expliquer les mécanismes, expérimentalement d’abord, abstraitement ensuite, afin de pouvoir généraliser et appliquer ce qui a été trouvé. Son premier résultat scientifique important dans le domaine du toucher, fut, somme toute, la preuve scientifique de l’observation qu'il avait faite à propos du système de conversion graphique-haptique. Cette preuve a été acquise en faisant percevoir des contours tactiles en forme de bosses comme étant des trous si l’on exposait les doigts des observateurs à certains champs de force. Ce résultat est important d’un point de vue théorique parce qu’il démontre que le toucher prend en compte des données internes générés par système nerveux pour aboutir à une sensation consciente. Plus tard, Vincent Hayward a répliqué ce phénomène à l’aide de plusieurs méthodes, par exemple par suppression anesthésique des sensations cutanées, afin de mettre en avant un mécanisme de copie efférente. Par d’autres méthodes, en particulier par un procédé de son  invention de stimulation de la peau glabre à haute résolution par traction localisé, il a ensuite découvert une série de phénomènes que l’on peut relier à divers invariants d’origine physique ou physiologique,,,,,,.
Ces résultats sont également importants d’un point de vue pratique si l’on considère que les dispositifs de transmission de données sensorielles (écrans graphiques, haut-parleurs, dispositifs de réalité virtuelle) tous reposent, implicitement ou délibérément, sur une connaissance du comportement perceptif humain. S’étant rendu compte du potentiel de ces découvertes, en 1995, il a cofondé Haptic Technologies Inc., dont le modèle était de tirer parti de ces connaissances pour simplifier le matériel destiné à interagir avec les logiciels de conception assistée par ordinateur (CAO). En cinq ans, cette entreprise avait attiré plusieurs millions d’investissement pour être vendue en 2000 à la société Immersion Corp. pour sept millions de dollars et devenir Immersion Canada Inc., la branche R&D de Immersion Corp. Aujourd’hui, cette dernière est évaluée à près d’un demi milliard de dollars. Ces sociétés n’étaient pas les seules à s’intéresser à ses travaux. Les « boutons virtuels », que l’on trouve sur certains smartphones en sont un exemple d’application directe, il a d’ailleurs été employé comme consultant par la société Apple en 2013.
Ces résultats sont étroitement liés à la notion de « codage prédictif » activement étudiée en neuroscience de la perception et en théorie de l’apprentissage par les machines et les robots pour répondre à des questions d’efficacité computationnelle. De ce point de vue, ces observations posent la question de la détermination du procédé par lequel un organisme, ou un robot, apprend au cours de son développement les invariants qui aboutissent à une perception stable du monde mécanique. En effet la notion de « statistique naturelle » n’est pas, en elle-même, suffisante pour expliquer ce développement puisque les données sensorielles sont, pour la plupart, associées à des mouvements auto-générés. Ces observations ont conduit Vincent Hayward à s’intéresser plus en détail aux phénomènes mécaniques qui prennent place durant les interactions tactiles parce qu’ils pourraient se révéler être une source importante d’invariants (qui sont à leur tour à la base de « modèles génératifs »). Le premier résultat en mécanique du toucher a révélé que la peau possède plusieurs constantes de temps viscoélastiques ce qui lui confère de riches propriétés dynamiques. Un autre résultat a mis en évidence que les doigts présentent une très faible impédance mécanique indépendamment de la charge à laquelle ils sont soumis. Mais c’est le domaine de la tribologie qui a fourni des résultats étonnants en montrant clairement le rôle de l’eau, qui interagissant avec la kératine, donne lieu à une grande variété de phénomènes qui pourrait expliquer la performance extraordinaire du toucher pour l’identification et la discrimination des matériaux,,,,.
Alors que les modèles traditionnels ne prennent en compte la mécanique du toucher que de manière simpliste, il s'est intéressé à l’analyse du toucher par les méthodes physiques pour aboutir, avec plusieurs collègues, à une série de résultats,
- en neuroscience computationnelle, élucidant par la mécanique du contact la fonction du noyau cunéiforme du tronc cérébral où transite toutes les données cutanées projetées sur le thalamus[23],[24];
- sur le rôle des ondes mécaniques dans la transmission des informations tactiles[25],[26] ;
- en modélisation de l’information tactile disponible dans les contacts statiques[27],[28] ;
- et en neuroscience cognitive à propos de l’appropriation des outils comme organes sensoriel[29] et du rôle des effets de second ordre dans la modalité tactile[30].

Ces nouveaux travaux ont conduit Vincent Hayward à retenter l’aventure industrielle. Aujourd’hui, il est à la tête de trente-huit brevets, mais les plus récents appartiennent à une nouvelle entreprise, Actronika, qu'il a cofondée en 2017 à Paris, qui est aussi spécialisée dans le domaine des interfaces haptiques. Cette entreprise bénéficie d’investissement de Quadrivium VC et de Novares Venture Capital, est partenaire dans plusieurs projets H2020, et compte parmi ses clients plusieurs sociétés majeures dans le domaine des transports, de l’électronique portable, et des jeux vidéo.

## Distinctions et prix (liste partielle)
- 2019 : élu à l’Académie des Sciences
- 2019 : Grand Prix Inria de l’Académie des Sciences, Paris[31]
- 2017 : Leverhulme Trust Visiting Professorship, University of London
- 2010 : Lauréat du Conseil Européen de la Recherche , Advanced Grant
- 2008 : Fellow of the IEEE
- 2002 : The E. (Ben) & Mary Hochhausen Award for Res. in Adaptive Tech. For Blind and Visually Impaired